# Demonoid
Demonoid es un sitio web y uno de los trackers  semiprivados del protocolo BitTorrent más grandes de Internet. Fue creado por un serbio anónimo que se presenta con el nombre de Deimos y, además de ser un tracker privado, también aloja torrents externos.
Demonoid es un tracker de archivos para el protocolo BitTorrent. El sitio ofreció en un principio un sistema de búsqueda sin necesidad de ser miembro hasta el 6 de febrero de 2007. A partir del 7 de febrero de 2007 se requirió de membresía para poder ver/descargar torrents alojados en el servidor de Demonoid. Los formularios para registrarse solían abrirse cada viernes en horario GMT.
Dos años después de que fuese creado Demonoid, un sitio "hermano" de BitTorrent enfocado en contenido pornográfico (demonoid no aloja contenido pornográfico) llamado Demorgy fue creado. Tiempo después el sitio fue cerrado porque el dueño no podía costear los servidores.
Durante mucho tiempo solo fue posible registrarse con un código de invitación. El 25 de septiembre de 2006, Demonoid anunció que el sitio trabajaría junto con Searching.com. Este cambio trajo preocupación en algunos usuarios que pensaban que esto causaría lentitud en el sistema.
Aunque Demonoid eliminaba torrents con un año de antigüedad, para el 10 de febrero de 2007 Demonoid tenía 123.295 archivos subidos por usuarios.
El 25 de septiembre de 2007 el sitio estuvo fuera de línea por conflictos con la Canadian Recording Industry Association. El 30 de septiembre, cinco días después, el rastreador (tracker) volvió a funcionar, pero con el sitio aún en baja. El sitio volvió a la normalidad el 2 de octubre del mismo año, excepto para los usuarios canadienses.
Una vez más, el 9 de noviembre de 2007, el sitio volvió a caer por los mismos motivos. 
El 10 de abril de 2008, el administrador de Demonoid Deimos se retira por razones personales, dejándole el puesto a un amigo cercano conocido como Umlauf. El 11 de abril de 2008 el sistema RSS de Demonoid es reactivado. Aproximadamente a las 20:30 GMT de ese mismo día, el sitio web vuelve a funcionar con un mensaje de bienvenida de parte del nuevo administrador. El 16 de abril de 2008, Demonoid regresó a funcionar completamente.
El 27 de julio de 2012, sufrió un ataque DDoS, por el que permanece fuera de línea o fue confiscado por las autoridades Ucranianas.
El 8 de agosto de 2012, Demonoid muere de manera oficial gracias a los esfuerzos de la policía ucraniana, quienes atacaron el servidor del sitio; se duda bastante que Demonoid vuelva a regresar una vez más después de este duro golpe, según informa BBC.
El 9 de agosto de 2012, la Federación Internacional de la Industria Fonográfica (IFPI), que representa a la industria discográfica en todo el mundo, realizó diversas demandas sobre el servicio de Demonoid.me sin licencia, que repetidamente infringía los derechos de sus compañías discográficas miembro, dio a conocer en un comunicado.
En respuesta, la Interpol coordinó esfuerzos internacionales que dieron como resultado el cierre del sitio y sus servidores decomisados por la policía en Ucrania, y una investigación penal emprendida contra sus propietarios en México, lo que dio como resultado varios arrestos y decomiso de activos.
la IFPI colaboró con la Interpol, con la División de Crímenes Económicos de la Policía de Ucrania (DEC) y con la Unidad de Investigación de la PGR. 
A mitad de agosto de 2012, Demonoid pone a subasta pública sus dominios.
En noviembre de 2012 el tracker de Demonoid vuelve a funcionar por unos meses y cierra sin saber si volverá.
En enero del 2014 Demonoid ha regresado con el dominio demonoid.ph y las variantes .com y .me.